# Hultasjön (Marbäcks socken, Småland)
Hultasjön är en sjö i Aneby kommun i Småland och ingår i Motala ströms huvudavrinningsområde. Sjön har en area på 0,195 kvadratkilometer och ligger 227 meter över havet.

## Delavrinningsområde
Hultasjön ingår i det delavrinningsområde (641670-144549) som SMHI kallar för Mynnar i Ralången. Avrinningsområdets medelhöjd är 248 meter över havet och ytan är 19,18 kvadratkilometer. Räknas de 3 delavrinningsområdena uppströms in blir den ackumulerade arean 36,12 kvadratkilometer. Vrangsjöbäcken som avvattnar avrinningsområdet har biflödesordning 3, vilket innebär att vattnet flödar genom totalt 3 vattendrag innan det når havet efter 195 kilometer. Delavrinningsområdet består mestadels av skog (58 procent), öppen mark (11 procent) och jordbruk (27 procent). Avrinningsområdet har 0,19 kvadratkilometer vattenytor vilket ger det en sjöprocent på 1 procent.